# ديفيد دويل (قاضي)
ديفيد دويل (بالإنجليزية: David Doyle)‏ هو قاضي بريطاني، ولد في القرن العشرين.